# Луви-Субирон
Луви́-Субиро́н (фр. Louvie-Soubiron) — коммуна во Франции, находится в регионе Аквитания. Департамент — Атлантические Пиренеи. Входит в состав кантона Олорон-Сент-Мари-2. Округ коммуны — Олорон-Сент-Мари.
Код INSEE коммуны — 64354.

## География
Коммуна расположена приблизительно в 690 км к югу от Парижа, в 210 км южнее Бордо, в 34 км к югу от По.
На западе коммуны протекает река Гав-д’Осо.

### Климат
Климат тёплый океанический. Зима мягкая, средняя температура января — от +5°С до +13°С, температуры ниже −10 °C бывают редко. Снег выпадает около 15 дней в году с ноября по апрель. Максимальная температура летом порядка 20-30 °C, выше 35 °C бывает очень редко. Количество осадков высокое, порядка 1100 мм в год. Характерна безветренная погода, сильные ветры очень редки.

## Население
Население коммуны на 2010 год составляло 113 человек.
| 1962 | 1968 | 1975 | 1982 | 1990 | 1999 | 2010 |
| ---- | ---- | ---- | ---- | ---- | ---- | ---- |
| 137  | 128  | 125  | 118  | 127  | 122  | 113  |

## Администрация
| Период | Период | Фамилия         | Партия | Примечания |
| ------ | ------ | --------------- | ------ | ---------- |
| 1995   | 2008   | Жан-Марк Репето |        |            |
| 2008   | 2020   | Жерар Саррай    |        |            |

## Экономика
В 2010 году среди 73 человек трудоспособного возраста (15-64 лет) 49 были экономически активными, 24 — неактивными (показатель активности — 67,1 %, в 1999 году было 74,1 %). Из 49 активных жителей работали 45 человек (25 мужчин и 20 женщин), безработных было 4 (3 мужчин и 1 женщина). Среди 24 неактивных 5 человек были учениками или студентами, 9 — пенсионерами, 10 были неактивными по другим причинам.

## Достопримечательности
- Церковь Св. Мартина (XII век)

## Фотогалерея
- Въезд в Луви-Субирон
- Луви-Субирон
- Луви-Субирон
- Церковь Св. Мартина
- Мэрия